# 不動坂 (横浜市中区)

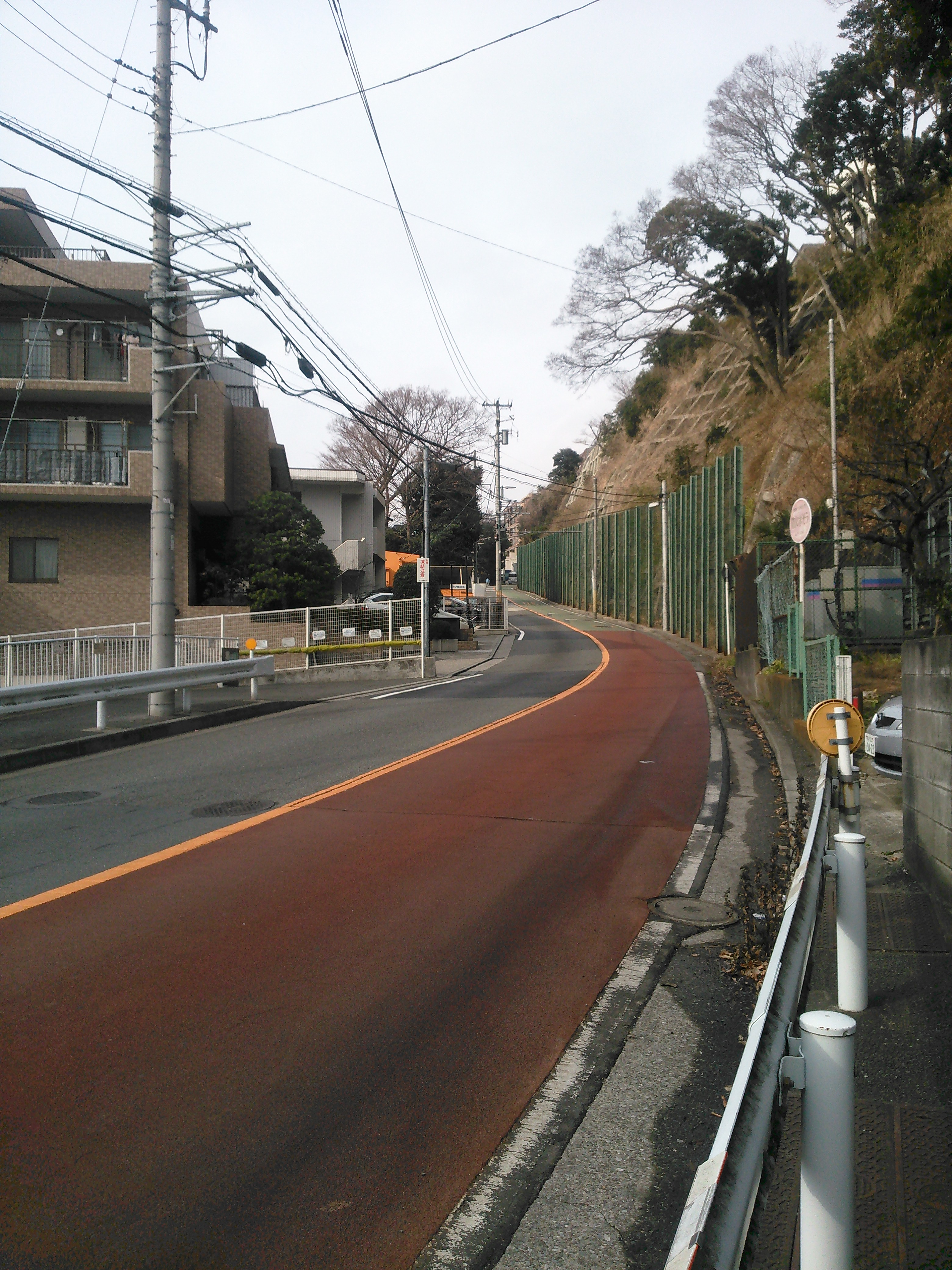
坂の下の白滝不動尊付近から丘の上を望む

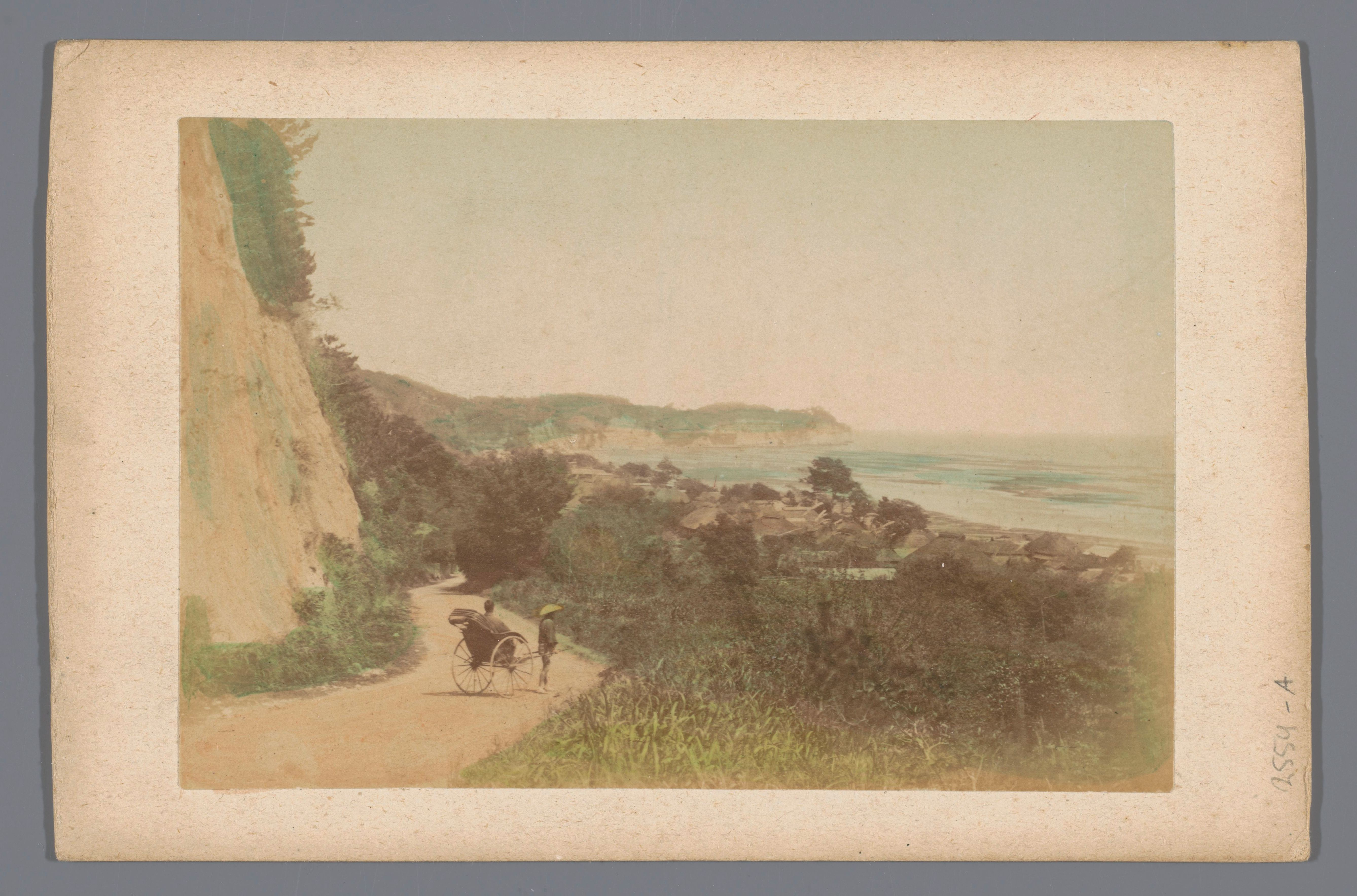
不動坂から本牧方面を望む古写真（明治時代？）

不動坂（ふどうざか）は、神奈川県横浜市中区の根岸旭台と根岸町を結ぶ、横浜駅根岸道路（横浜市主要地方道80号横浜駅根岸線）の坂である。市内には戸塚区の東海道にも同名の坂がある。

## 歴史
1859年（安政6年）の横浜港開港により横浜に暮らすことになった外国人公使たちは、かねてから土ぼこりや雨天時のぬかるみの問題のある道路の改善を神奈川奉行に対し要望していた。1862年（文久2年）に生麦事件が起き、公使たちは安心して歩ける遊歩道や外国人墓地、競馬場の建設を申し入れた。幕府はこの要求を受け入れ、遊歩道が建設された。1865年（慶応元年）、二里十二町三間六分六厘（約9.1 km）の遊歩道が完成した。堀川に架かる谷戸橋から元町を抜け、地蔵坂を山元町へ登り、根岸台の丘を通り、不動坂を降りて根岸湾沿いへ至る道で、遊歩道は海岸沿いを東の間門、西の八幡橋の二方向に伸びていた。
不動坂は、坂の下にある白滝不動尊から名付けられ、かつては細い山腹の道であったが、馬車が通れるよう拡幅された。馬の力のみで登れる坂であるとして「馬力坂」とも呼ばれた。不動坂からは根岸湾が一望でき、ペリーが来航した際には故国の風景に似ているとして「ミシシッピ湾」と呼んだ。馬や馬車で立ち寄った外国人には、足を止めていつまでも海を眺めている人もいた。不動坂は外国人専用で、日本人はこれに交差する芝生坂（しぼうざか。現在の東坂）を利用していた。
坂の途中で大きく左にカーブするが、その付近には明治から大正にかけて17 - 18棟の牛舎があり、50頭ほどの乳牛が飼われていた。

## 現在
かつての遊歩道のうち、山元町から不動下にかけては現在の横浜駅根岸道路が踏襲している。
根岸森林公園に近い旭台交差点前には在日米軍根岸住宅地区の消防署ができ、わずかに坂を下りたところにあるレストラン「ドルフィン」は荒井由実の『海を見ていた午後』で歌われた。その先で大きく左にカーブし、東へ向きを変える。右手に歩行者専用の東坂が分かれ、その先の白滝不動尊前までほぼ直線に下るがこの区間には歩道がない。
桜木町駅から元町・根岸駅を通り市電保存館を結ぶ路線（21系統）を中心に、横浜市営バスが坂の麓と丘の上を結んでいる。